# Бриенц
Брие́нц (нем. Brienz) — коммуна в Швейцарии, в кантоне Берн.
Входит в состав округа Интерлакен. Население составляет 2938 человек (на 31 декабря 2006 года). Официальный код — 0573.

## Фотографии
- Бриенцское озеро
- Ручей Трахтбах и железнодорожный мост
- Плотина на Трахтбахе
- Ландшафт близ коммуны

## Города-побратимы
- Симада, Япония
- Трявна, Болгария